# Liste der Monuments historiques in Verderonne
Die Liste der Monuments historiques in Verderonne führt die Monuments historiques in der französischen Gemeinde Verderonne auf.

## Liste der Bauwerke
| Bezeichnung                             | Beschreibung                                            | Standort | Kennzeichnung | Schutzstatus | Datum | Bild           |
| --------------------------------------- | ------------------------------------------------------- | -------- | ------------- | ------------ | ----- | -------------- |
| Ferme du Boulanc dite Manoir du Boulanc | Herrenhaus und Bauernhof, erbaut im 18./19. Jahrhundert | (Lage)   | PA60000076    | Inscrit      | 2008  |                |
| Schloss                                 | Erbaut im 19. Jahrhundert                               | (Lage)   | PA00114946    | Classé       | 1984  | weitere Bilder |

## Liste der Objekte
- Monuments historiques (Objekte) in Verderonne in der Base Palissy des französischen Kultusministeriums